# جواد الحلي
جواد عبد علي الفارسي الحلي (1868 - 26 أكتوبر 1916) شاعر عراقي من أهل القرن تاسع عشر الميلادي. ولد في الحلة من أسرة شيعية إثنا عشرية فارسية الأصل، ودرس في النجف حتى تميز في علوم الدينية. كان ميّالاً للشعر فأخذ ينظم. توفي في الحلة ودفن في النجف . له ديوان شعر جمعه في حياته. 

## سيرته
ولد جواد ابن الشيخ عبد علي الفارسي الحلي في مدينة الحلة سنة 1868 م/1285 هـ ونشأ بها. تمتد أصوله في أسرة فارسية استوطنت الحلة قبل قرنين ونصف القرن. تعلم المقدمات في مسقط رأسه فبثعه والده إلى النجف فدرس بها بالمدرسة المهدية، وتطلع إلى الأدب فنال قسطاً وافراً وغلب عليه الشعر فنظم فأجاد وعرف به. أقام في النجف، توفي في الحلة يوم 29 ذو الحجة 1334 هـ/ 26 أكتوبر 1916 م ودفن في النجف. له ديوان شعر جمعه في حياته. 

## شعره
قال عنه عبد العزيز سعود البابطين في معجمه «كان ناظمًا مكثرًا، وكان له ديوان مخطوط في حيازة أخيه كاظم، فاتفق له سفر إلى مدينة الهندية، والديوان معه، فتلف منه في الطريق. هكذا ذكر اليعقوبي، وله عدة قصائد ومقطوعات مثبتة في كتاب: «شعراء الحلة»، فضلاً عن قصيدة في رثاء أهل البيت مثبتة في كتاب: «رياض المدح والثناء» لحسين البحراني، المطبوع في بمبي. قال في المديح النبوي، وفي مدح الأئمة، ورثائهم، وفي تقريظ المؤلفات، وفي التهنئة، وبهذا وقف شعره على دائرة لم يبارحها، وقد أمدته بمقولات تستجيب لغير سياق، وتقبلت منه المبالغة نزوعًا إلى بلوغ المثال.» من شعره في رثاء محمد حسن الشيرازي بعنوان زهرٌ ذوى: